# 비결합 대수
비결합 대수(영어: Non-associative algebra) 또는 분배 대수는 이항 곱셈 연산에 대해 결합법칙이 성립하도록 가정하지 않는 체에 대한 대수이다. 즉, 대수 구조 {\displaystyle A}는 {\displaystyle k}에 대한 벡터 공간이고 {\displaystyle k}-쌍선형 이진 곱셈 연산 {\displaystyle A\times A\rightarrow A}가 결합되어 있으면 체 {\displaystyle k}에 대한 비결합 대수이다. 예를 들면 리 대수, 요르단 대수, 팔원수 및 벡터곱 연산이 주어진 3차원 유클리드 공간이 있다. 곱셈이 결합적이라고 가정하지 않으므로 괄호를 사용하여 곱셈의 순서를 표시해야 한다. 예를 들어, 표현 {\displaystyle (ab)(cd),(a(bc))d,a(b(cd))}는 모두 다를 수 있다.
이러한 비결합성의 사용은 결합성이 가정되지 않음을 의미하지만 결합성이 허용되지 않는다는 의미는 아니다. 즉, "비결합"은 "반드시 결합일 필요는 없음"을 의미하며, "비가환"은 비가환 환에 대해 "반드시 교환일 필요는 없음"을 함의한다.
대수의 모든 {\displaystyle x}에 대해 {\displaystyle ex=x=xe}인 항등원 e를 갖는 경우 대수는 단원을 갖는다고 한다. 예를 들어 팔원수는 단원을 갖지만 리 대수는 언제나 단원을 갖지 않는다.
{\displaystyle A}의 비결합 대수 구조는 {\displaystyle k} 벡터 공간으로서 {\displaystyle A}의 전체 대수의 부분 대수인 다른 결합 대수와 연관시킴으로써 연구될 수 있다. 그러한 두 가지는 미분 대수와 (결합) 포락 대수이며 후자는 어떤 의미에서 " {\displaystyle A}를 포함하는 가장 작은 결합 대수"이다.
보다 일반적으로, 일부 저자는 가환 환 {\displaystyle R}에 대한 비결합 대수의 개념을 고려한다. R -쌍선형 이진 곱셈 연산을 갖춘 {\displaystyle R}-모듈  어떤 구조가 결합성을 제외한 모든 환 공리(예: {\displaystyle R}- 대수)를 따른다면 당연히 {\displaystyle \mathbb {Z} } -대수, 따라서 일부 저자는 비결합성을 참조한다. {\displaystyle \mathbb {Z} } -비결합 환으로서의 대수 .

## 항등식을 만족시키는 대수
두 개의 이진 연산이 있고 다른 제한이 없는 환과 같은 구조는 연구하기에 너무 일반적이고 광범위하다. 이러한 이유로 가장 잘 알려진 종류의 비결합 대수는 곱셈을 다소 단순화하는 항등식 또는 성질을 충족한다. 여기에는 다음이 포함된다.

### 일반적인 성질
x, y 및 z를 체 {\displaystyle k}에 대한 대수 A의 임의 원소라 하자. 양의(0이 아닌) 정수에 대한 거듭제곱을 x1 ≝ x 및 xn+1 ≝ xnx  (오른쪽 거듭제곱) 또는 xn+1 ≝ xxn   ( 왼쪽 거듭제곱)로 정의하자. (저자에 따라 다름.)
- Unital : ex = x = xe인 원소 e가 존재하므로  ; 이 경우 x0 ≝ e라고 정의할 수 있다.
- 결합법칙 : (xy)z = x(yz) .
- 교환법칙 : xy = yx .
- 반교환법칙 : [1] xy = −yx .
- 야코비 항등식 : [1] [3] (xy)z + (yz)x + (zx)y = 0 또는 저자에 따라 x(yz) + y(zx) + z(xy) = 0 .
- 요르단 항등식 : [1] [3] (x2y)x = x2(yx) 또는 (xy)x2 = x(yx2) 저자에 따라 다름.
- 교대 법칙 : [1] [3] [4] (xx)y = x(xy) (왼쪽 교대) 및 (yx)x = y(xx) (오른쪽 교대).
- 유연성 : [1] [3] (xy)x = x(yx) .
- n ≥ 2 결합된 n 번째 거듭제곱: 모든 정수 k에 대해 xn−kxk = xn 이므로 0 < k < n이다.
  - 3차 결합: x2x = xx2 .
  - 네제곱 결합: x3x = x2x2 = xx3 (아래의 네제곱 교환 과 비교).
- 거듭제곱 결합 : [1] [1] [3] n ≥ 2 [5] [2] 임의의 원소에 의해 생성된 부분 대수는 결합 n이다.
- n ≥ 2 인 n 번째 거듭제곱 교환법칙: xn−kxk = xkxn−k 모든 정수 k에 대해 0 < k < n .
  - 3제곱 교환: x2x = xx2 .
  - 4제곱 교환: x3x = xx3 (위의 4제곱 결합 과 비교).
- 거듭제곱 교환법칙: 모든 원소에 의해 생성된 부분 대수는 교환적이다. 즉, 모든 n ≥ 2에 대해 n 번째 거듭제곱 교환적이다 .
- 멱영원 of index n ≥ 2 : 모든 n 원소의 곱은 모든 결합에서 사라지지만 일부 n−1 원소에 대해서는 사라지지 않다. x1x2…xn = 0 그리고 n−1 원소가 존재하므로 y1y2…yn−1 ≠ 0 .
- 인덱스 n ≥ 2의 Nil : 멱연산이고 xn = 0이고 yn−1 ≠ 0 이 되도록 원소 y 가 존재한다.

### 성질들 사이의 관계
모든 표수의 {\displaystyle k}에 대해:
- 결합은 교대을 함의한다.
- 왼쪽 교대, 오른쪽 교대 및 유연성 세 가지 성질 중 두 가지 성질은 세 번째 성질을 함의한다.
  - 따라서 교대는 유연성을 함의한다.
- 교대는 요르단 항등식을 함의한다. [6] [a]
- 교환성는 유연성을 함의한다.
- 반가환성은 유연성을 함의한다.
- 교대는 거듭제곱 결합성을 함의한다.
- 유연성은 세 번째 거듭제곱 결합성을 함의한다.
- 이차 결합 및 이차 가환성은 항상 참이다.
- 세제곱 결합성과 세제곱 교환성은 동일하다.
- n 제곱 결합은 n 제곱 가환성을 함의한다.
- 인덱스 2의 Nil은 반가환성을 함의한다.
- 인덱스 2의 Nil은 요르단 항등식을 함의한다.
- 인덱스 3의 멱영원는 야코비 항등식을 함의한다.
- 인덱스 n의 멱영원는 2 ≤ N ≤ n 인 인덱스 N의 nil을 함의한다.
- 인덱스 n의 Unital 과 nil은 호환되지 않다.

{\displaystyle k\neq {\text{GF}}(2)} 또는 dim(A) ≤ 3 인 경우:
- 요르단 항등식 와 교환성은 함께 거듭제곱 결합성을 함의한다. [7] [1] [8]

{\displaystyle {\text{char}}(k)\neq 2} 인 경우:
- 오른쪽 교대성은 거듭제곱 결합성을 함의한다. [9] [10] [11] [1]
  - 마찬가지로 왼쪽 교대는 거듭제곱 결합성을 함의한다.
- Unit 과 요르단의 항등원은 함께 유연성을 함의한다.[12]
- 요르단 항등식과 유연성이 함께 어우러져 거듭제곱 결합성을 암시한다.[12]
- 교환 및 반 교환성은 함께 인덱스 2의 멱영원을 함의한다.
- 반가환성은 인덱스 2의 nil을 함의한다.
- 단위 와 반가환은 양립할 수 없다.

{\displaystyle {\text{char}}(k)\neq 3} 인 경우:
- Unital과 야코비 항등식은 호환되지 않다.

{\displaystyle {\text{char}}(k)\notin \{2,3,5\}}인 경우:
- 교환성 및 {\displaystyle x^{4}=x^{2}x^{2}} (네 거듭제곱 결합을 정의하는 두 항등식 중 하나)은 함께 거듭제곱 결합성을 함의한다. [2]

{\displaystyle {\text{char}}(k)=0} 인 경우:
- 세 번째 거듭제곱 결합과 x4 = x2x2 ( 네 번째 거듭제곱 결합성을 정의하는 두 개의 항등식들 중 하나)는 거듭제곱 결합성을 함의한다. [2]

{\displaystyle {\text{char}}(k)=2} 인 경우:
- 가환성과 반가환성은 동일하다.

### 결합자
{\displaystyle A}의 결합자는
{\displaystyle [x,y,z]=(xy)z-x(yz)}.
로 주어진 {\displaystyle k}-다중 선형 사상{\displaystyle [\cdot ,\cdot ,\cdot ]:A\times A\times A\to A}이다. 그것은 비 결합성의 정도를 측정한다. {\displaystyle A}가 만족할 수 있는 몇 가지 가능한 항등원을 편리하게 표현하는 데 사용할 수 있다.
{\displaystyle x,y,z}가 대수의 임의 원소라 하자.
- 결합: {\displaystyle [x,y,z]=0}.
- 교대: {\displaystyle [x,x,y]=0} (왼쪽 교대) 및 {\displaystyle [y,x,x]=0} (오른쪽 교대).
  - 이는 괄호의 임의의 두 항을 치환하면 부호가 바뀜을 뜻한다: {\displaystyle [x,y,z]=-[x,z,y]=-[z,y,x]=-[y,x,z]} . 그 반대는 char(K) ≠ 2 인 경우에만 성립한다.
- 유연성: {\displaystyle [x,y,x]=0}.
  - 이는 양 끝항을 치환하면 부호가 변경됨을 함의한다: {\displaystyle [x,y,z]=[z,y,x]}; 그 반대는 char(K) ≠ 2 인 경우에만 성립한다.
- 요르단 항등식: [1] 저자에 따라 {\displaystyle [x^{2},y,x]=0} 또는 {\displaystyle [x,y,x^{2}]=0} .
- 거듭제곱 결합: {\displaystyle [x,x,x]=0} .

핵은 다른 모든 원소와 결합하는 원소 집합이다.  즉,
{\displaystyle [n,A,A]=[A,n,A]=[A,A,n]=\{0\}}
인 {\displaystyle n\in A}. 핵은 {\displaystyle A}의 결합 부분 환이다.

### 중심
{\displaystyle A}의 중심은 {\displaystyle A}의 모든 원소들과 교환되고 결합 법칙이 성립하는 원소들의 집합이다. 즉,
{\displaystyle C(A)=\{n\in A\ |\ nr=rn\,\forall r\in A\,\}}
와 핵의 교집합. {\displaystyle C(A)}의 원소에 대해 집합들 {\displaystyle ([n,A,A],[A,n,A],[A,A,n])} 중 두 개가 {\displaystyle \{0\}}이면 충분하다는 것이 밝혀졌다. 세 번째도 0으로 설정된다.

## 예
- 벡터곱에 의해 주어진 곱셈을 갖는 유클리드 공간 {\displaystyle \mathbb {R} ^{3}}은 반가환적(anti교환성)이고 결합적이지 않은 대수의 예이다. 벡터곱은 야코비 항등식도 만족한다.
- 리 대수는 반교환성과 야코비 항등식을 만족하는 대수이다.
- 미분 가능 다양체({\displaystyle k}가 {\displaystyle \mathbb {R} } 또는 복소수 {\displaystyle \mathbb {C} }인 경우) 또는 대수 다형체 (일반적인 {\displaystyle k}의 경우)에서 벡터장의 대수;
- 요르단 대수는 교환법칙과 요르단 항등식을 만족시키는 대수이다. [3]
- 모든 결합 대수는 교환자를 리 괄호로 사용하여 리 대수를 형성한다. 사실 모든 리 대수는 이런 식으로 구성될 수 있거나 그렇게 구성된 리 대수의 부분 대수이다.
- 2 이외의 표수를 가진 체에 대한 모든 결합 대수는 새로운 곱셈 {\displaystyle x*y=(xy+yx)/2} 를 정의하여 요르단 대수를 생성한다. 리 대수 사례와 달리 모든 요르단 대수를 이런 방식으로 구성할 수 있는 것은 아니다. 할 수 있는 경우를 특별하다고 한다.
- 교대 대수는 교대 법칙을 만족하는 대수이다. 교대 대수의 가장 중요한 예는 팔원수 (실수에 대한 대수)와 다른 체에 대한 팔원수의 일반화이다. 모든 결합 대수는 교대적이다. 유일한 유한 차원 실수 교대인 동형사상까지, 나눗셈 대수(아래 참조)는 실수, 복소수, 사원수 및 팔원수이다.
- 거듭제곱-결합 대수는 거듭제곱-결합 항등식을 만족시키는 대수이다. 예에는 모든 결합 대수, 모든 교대 대수, GF(2) 이외의 체에 대한 요르단 대수(이전 섹션 참조) 및 십육원수가 포함된다.
- 특수 상대성 이론을 위해 민코프스키 공간을 채택하기 전에 실험적 대수였던 {\displaystyle \mathbb {R} }에 대한 쌍곡선 사원수 대수.

더 많은 대수 종류:
- 등급 대수. 여기에는 텐서 대수, 대칭 대수 및 주어진 벡터 공간에 대한 외대수와 같은 다중 선형 대수에 관심이 있는 대부분의 대수가 포함된다. 등급 대수는 여과된 환 대수로 일반화될 수 있다.
- 곱셈의 역수가 존재하는 나눗셈 대수. 실수 분야에 대한 유한 차원 교대 나눗셈 대수이 분류되었다. 실수 (차원 1), 복소수 (차원 2), 사원수 (차원 4) 및 팔원수 (차원 8)이다. 사원수과 팔원수은 가환적이지 않다. 이러한 대수들 중 팔원수을 제외하고는 모두 결합적이다.
- 이차 대수는 기저 체의 어떤 원소 {\displaystyle r,x}와 대수의 unit {\displaystyle e}에 대해 {\displaystyle xx=re+sx}가 성립하는 대수다. 예를 들면 모든 유한 차원 교대 대수와 2x2 실행렬 대수가 포함된다. 영인자가 없는 이차 실 교대 대수는 실수, 복소수, 사원수 및 팔원수 중 하나와 동형이다.
- 다음으로 시작하는 케일리-딕슨 대수(여기서 {\displaystyle k}는 {\displaystyle \mathbb {R} }):
  - {\displaystyle \mathbb {C} } (가환 및 결합 대수);
  - 사원수 {\displaystyle \mathbb {H} } (결합 대수);
  - 팔원수 (교대 대수);
  - 십육원수 및 케일리-딕슨 대수( 전력 결합 대수 )의 무한 열.
- 초복소수 대수는 모두 유한 차원 단위 {\displaystyle \mathbb {R} }-대수이므로 케일리-딕슨 대수 등을 포함한다.
- 푸아송 대수는 기하학적 양자화에서 고려된다. 그들은 두 개의 곱셈을 수행하여 서로 다른 방식으로 가환 대수와 리 대수로 바꾼다.
- 유전 대수는 수학적 유전학에서 사용되는 비결합 대수이다.

## 성질
비결합 대수에 대해 항상 사실이 아닌 환론 또는 결합 대수에서 친숙할 수 있는 몇 가지 성질이 있다. 결합적인 사례와 달리 (양쪽) 곱셈 역원이 있는 원소는 영인자 일 수도 있다. 예를 들어, 십육원수의 모든 0이 아닌 원소는 양쪽 역원을 갖지만 일부는 0 약수이기도 하다.

## 자유 비결합 대수
체 {\displaystyle k} 위의 집합 {\displaystyle X}에 대한 자유 비결합 대수는 모든 비결합 단항식, 괄호를 유지하는 {\displaystyle X}원소의 유한 형식 곱으로 구성된 기저를 갖는 대수로 정의된다. 단항식 {\displaystyle u,v}의 곱은 {\displaystyle (u)(v)}이다. 빈 곱을 단항식으로 취하면 대수는 unital이다. 
쿠로쉬는 자유 비결합 대수의 모든 부분 대수가 자유 대수임을 증명했다. 

## 관련 대수
체 {\displaystyle k} 위의 대수 {\displaystyle A}는 특히 {\displaystyle k}-선형 공간이므로 {\displaystyle A}의 {\displaystyle k}-선형 공간 자기사상들의 결합 대수 {\displaystyle {\text{End}}_{k}(A)}를 고려할 수 있다. 우리는 {\displaystyle {\text{End}}_{k}(A)}의 두 부분 대수, 미분 대수 및 (결합적) 포락 대수를 {\displaystyle A}의 대수 구조에 연관시킬 수 있다.

### 미분 대수
{\displaystyle A}에 주어진 미분은 다음 성질이 있는 사상 {\displaystyle D}이다:
{\displaystyle D(x\cdot y)=D(x)\cdot y+x\cdot D(y)\ .}
이는 두 함수의 곱의 미분 법칙에 해당한다. {\displaystyle A}에 대한 미분은 {\displaystyle {\text{End}}_{k}(A)}에서 부분 공간 {\displaystyle {\text{Der}}_{k}(A)}를 형성한다. 두 미분의 교환자는 다시 미분이므로 리 괄호는 {\displaystyle {\text{Der}}_{k}(A)}에 리 대수의 구조를 제공한다.

### 외피 대수
대수 {\displaystyle A}의 각 원소 {\displaystyle a}에 연결된 선형 사상 {\displaystyle L}과 {\displaystyle R} 이 있다. 
{\displaystyle L(a):x\mapsto ax;\ \ R(a):x\mapsto xa\ .}
{\displaystyle A}의 결합 포락 대수 또는 곱셈 대수는 왼쪽 및 오른쪽 선형 사상에 의해 생성된 결합 대수이다.   {\displaystyle A}의 중심은 자기사상 대수 {\displaystyle {\text{End}}_{k}(A)}에서 둘러싸는 대수의 중심자이다. 중심이 항등식의 K- 스칼라 배수로 구성된 경우 대수는 중심이다. 
비결합 대수에 의해 충족되는 가능한 항등식 중 일부는 선형 사상으로 편리하게 표현될 수 있다. 
- 교환: 각 {\displaystyle L(a)}는 해당 {\displaystyle R(a)}과 같다.
- 결합: 임의의 {\displaystyle L}은 임의의 {\displaystyle R}과 교환한다.
- 유연성: 모든 {\displaystyle L(a)}은 해당 {\displaystyle R(a)}로 교환한다.
- 요르단: 모든 {\displaystyle L(a)}는 {\displaystyle R(a^{2})}로 교환한다.
- 교대: 모든 {\displaystyle L(a)^{2}=L(a^{2})}과, 오른쪽도 비슷하게.

이차 표현 {\displaystyle Q}는 다음과 같이 정의된다. 
{\displaystyle Q(a):x\mapsto 2a\cdot (a\cdot x)-(a\cdot a)\cdot x\ }
{\displaystyle Q(a)=2L^{2}(a)-L(a^{2})\ .}
보편 포락 대수에 대한 문서는 포락 대수들의 정식 구성과 그에 대한 PBW 유형 정리를 설명한다. 리 대수의 경우, 그러한 포락 대수는 일반적으로 비결합 대수에는 적용되지 않는 보편적인 성질을 가진다. 가장 잘 알려진 예는 아마도 요르단 대수를 위한 포락 대수의 표준 구성으로 둘러싸여 있지 않은 예외적인 요르단 대수인 알베르트 대수 일 것이다.

## 같이 보기
- 대수 목록
- 비결합 대수를 발생시키는 가환 비결합 마그마

## 참고 문헌
- Albert, A. Adrian (2003) [1939]. 《Structure of algebras》. American Mathematical Society Colloquium Publ. 24 Correct reprint ofe revis 1961판. New York: American Mathematical Society. ISBN 0-8218-1024-3. Zbl 0023.19901.
- Albert, A. Adrian (1948a). “Power-associative rings”. 《Transactions of the American Mathematical Society》 64: 552–593. doi:10.2307/1990399. ISSN 0002-9947. JSTOR 1990399. MR 0027750. Zbl 0033.15402.
- Albert, A. Adrian (1948b). “On right alternative algebras”. 《Annals of Mathematics》 50: 318–328. doi:10.2307/1969457. JSTOR 1969457.
- Bremner, Murray; Murakami, Lúcia; Shestakov, Ivan (2013) [2006]. 〈Chapter 86: Nonassociative Algebras〉.   Hogben, Leslie. 《Handbook of Linear Algebra》 2판. CRC Press. ISBN 978-1-498-78560-0.
- Herstein, I. N., 편집. (2011) [1965]. 《Some Aspects of Ring Theory: Lectures given at a Summer School of the Centro Internazionale Matematico Estivo (C.I.M.E.) held in Varenna (Como), Italy, August 23-31, 1965》. C.I.M.E. Summer Schools 37 reprint판. Springer-Verlag. ISBN 3-6421-1036-3.
- Jacobson, Nathan (1968). 《Structure and representations of Jordan algebras》. American Mathematical Society Colloquium Publications, Vol. XXXIX. Providence, R.I.: American Mathematical Society. ISBN 978-0-821-84640-7. MR 0251099.
- Knus, Max-Albert; Merkurjev, Alexander; Rost, Markus; Tignol, Jean-Pierre (1998). 《The book of involutions》. Colloquium Publications 44. With a preface by J. Tits. Providence, RI: American Mathematical Society. ISBN 0-8218-0904-0. Zbl 0955.16001.
- Koecher, Max (1999).  Krieg, Aloys; Walcher, Sebastian, 편집. 《The Minnesota notes on Jordan algebras and their applications》. Lecture Notes in Mathematics 1710. Berlin: Springer-Verlag. ISBN 3-540-66360-6. Zbl 1072.17513.
- Kokoris, Louis A. (1955). “Power-associative rings of characteristic two”. 《Proceedings of the American Mathematical Society》 (American Mathematical Society) 6 (5): 705–710. doi:10.2307/2032920.
- Kurosh, A.G. (1947). “Non-associative algebras and free products of algebras”. 《Mat. Sbornik》 20 (62). MR 20986. Zbl 0041.16803.
- McCrimmon, Kevin (2004). 《A taste of Jordan algebras》. Universitext. Berlin, New York: Springer-Verlag. doi:10.1007/b97489. ISBN 978-0-387-95447-9. MR 2014924. Zbl 1044.17001. Errata.
- Mikheev, I.M. (1976). “Right nilpotency in right alternative rings”. 《Siberian Mathematical Journal》 17 (1): 178–180. doi:10.1007/BF00969304.
- Okubo, Susumu (2005) [1995]. 《Introduction to Octonion and Other Non-Associative Algebras in Physics》. Montroll Memorial Lecture Series in Mathematical Physics 2. Cambridge University Press. doi:10.1017/CBO9780511524479. ISBN 0-521-01792-0. Zbl 0841.17001.
- Rosenfeld, Boris (1997). 《Geometry of Lie groups》. Mathematics and its Applications 393. Dordrecht: Kluwer Academic Publishers. ISBN 0-7923-4390-5. Zbl 0867.53002.
- Rowen, Louis Halle (2008). 《Graduate Algebra: Noncommutative View》. Graduate studies in mathematics. American Mathematical Society. ISBN 0-8218-8408-5.
- Schafer, Richard D. (1995) [1966]. 《An Introduction to Nonassociative Algebras》. Dover. ISBN 0-486-68813-5. Zbl 0145.25601.
- Zhevlakov, Konstantin A.; Slin'ko, Arkadii M.; Shestakov, Ivan P.; Shirshov, Anatoly I. (1982) [1978]. 《Rings that are nearly associative》. ISBN 0-12-779850-1.